# 有賀理惠
有賀理惠 ，日本漫畫家。

## 經歷
長野縣大町市出身。2011年以〈天体観測〉獲得第6屆Kiss gold賞而出道。
作品《完美世界》2016年獲法國《Animeland》雜誌頒發最佳少女漫畫，2019年榮獲第43屆講談社漫畫賞少女部門賞。